# 杨文良
杨文良（1966年—），汉族，中华人民共和国政治人物、第十一届全国政协委员。
担任北京市朝阳区政协副主席、北京七星华电科技集团有限责任公司总裁。2008年，当选第十一届全国政协委员，代表科学技术界，分入第三十组。并担任提案委员会专委。